# 더 레지스터
더 레지스터(The Register)는 영국의 기술 소식 및 오피니언 웹사이트이다. 존 레티스(John Lettics)와 마이크 매기(Mike Magee)가 1994년에 "칩 커넥션"(Chip Connection)이라는 이름의 뉴스레터로 설립하였다. 초기에는 전자 메일 서비스로 시작하였다. 매기는 2001년에 더 레지스터를 떠나 디 인콰이어러를 시작하였고 그 뒤에 IT Examiner와 테크아이(TechEye)를 시작하였다.

## 같이 보기
- 디 인콰이어러